# Ringer-Bundesliga 2017/18
Die Ringer-Bundesliga 2017/18 war die 54. Saison in der Geschichte der Ringer-Bundesliga.
Im Gegensatz zur Vorsaison wurde von einer eingleisigen auf eine dreigleisige Liga mit jeweils sieben Mannschaften umgestellt. Zudem verwendet der Deutsche Ringer-Bund seit 2017 die Bezeichnung DRB-Bundesliga für die Kampfklasse.

## Vorrunde

### DRB-Bundesliga West
| Pl. | Verein            | Kä | Pkt     | Dif  | Kampfpunkte |
| --- | ----------------- | -- | ------- | ---- | ----------- |
| 1.  | KSV Köllerbach    | 12 | 288:770 | +211 | 24:00       |
| 2.  | TV Aachen-Walheim | 12 | 175:146 | 0+29 | 19:50       |
| 3.  | KSV Witten 07     | 12 | 194:134 | 0+60 | 16:80       |
| 4.  | ASV Hüttigweiler  | 12 | 159:183 | 0−24 | 12:12       |
| 5.  | RC Merken         | 12 | 147:201 | 0−54 | 08:16       |
| 6.  | KV 03 Riegelsberg | 12 | 111:238 | −127 | 03:21       |
| 7.  | AC Heusweiler     | 12 | 132:227 | 0−95 | 02:22       |

### DRB-Bundesliga Südwest
| Pl. | Verein                  | Kä | Pkt     | Dif  | Kampfpunkte |
| --- | ----------------------- | -- | ------- | ---- | ----------- |
| 1.  | ASV Mainz 1888          | 12 | 243:116 | +127 | 22:20       |
| 2.  | TuS Adelhausen          | 12 | 219:121 | 0+98 | 19:50       |
| 3.  | VfL Neckargartach       | 12 | 200:122 | 0+78 | 18:60       |
| 4.  | SV Triberg              | 12 | 159:171 | 0−12 | 10:14 *     |
| 5.  | SV Alemannia Nackenheim | 12 | 176:211 | 0−35 | 10:14 *     |
| 6.  | RKG Freiburg 2000       | 12 | 106:228 | −122 | 05:19       |
| 7.  | ASV Urloffen            | 12 | 105:239 | −134 | 00:24       |

### DRB-Bundesliga Südost
| Pl. | Verein                    | Kä | Pkt     | Dif  | Kampfpunkte |
| --- | ------------------------- | -- | ------- | ---- | ----------- |
| 1.  | SV Wacker Burghausen      | 12 | 260:109 | +151 | 22:20       |
| 2.  | SV St. Johannis 07        | 12 | 204:132 | 0+72 | 16:80       |
| 3.  | SV Siegfried Hallbergmoos | 12 | 160:175 | 0−15 | 14:10       |
| 4.  | FC Erzgebirge Aue         | 12 | 149:173 | 0−24 | 12:12       |
| 5.  | TSV Westendorf            | 12 | 164:211 | 0−47 | 10:14       |
| 6.  | RV Lübtheen               | 12 | 147:198 | 0−51 | 05:19 *     |
| 7.  | WKG Pausa/Plauen **       | 12 | 135:221 | 0−86 | 05:19 *     |

## Endrunde

### Achtelfinale
Die Achtelfinalkämpfe fanden am 2. und 9. Dezember 2017 statt.
|                           |                         | 1. Kampf | 2. Kampf | Gesamt |
| ------------------------- | ----------------------- | -------- | -------- | ------ |
| SV St. Johannis 07        | SV Wacker Burghausen    | 13:13    | 08:23    | 21:36  |
| SV Siegfried Hallbergmoos | VfL Neckargartach       | 12:17    | 11:15    | 23:32  |
| RC Merken                 | ASV Mainz 1888          | 01:33    | 04:33    | 05:66  |
| ASV Hüttigweiler          | SV Triberg              | 14:15    | 00:30    | 14:45  |
| RV Lübtheen               | KSV Köllerbach          | 12:18    | 07:25    | 19:43  |
| TV Aachen-Walheim         | KSV Witten              | 10:16    | 07:21    | 17:37  |
| TuS Adelhausen            | TSV Westendorf          | 25:4     | 23:7     | 48:11  |
| FC Erzgebirge Aue         | SV Alemannia Nackenheim | 20:14    | 06:22    | 26:36  |

### Viertelfinale
Die Viertelfinalkämpfe fanden am 16./17. und 23. Dezember 2017 statt.
|                         |                      | 1. Kampf | 2. Kampf | Gesamt |
| ----------------------- | -------------------- | -------- | -------- | ------ |
| SV Triberg              | ASV Mainz 1888       | 06:24    | 13:19    | 19:43  |
| KSV Witten              | KSV Köllerbach       | 08:21    | 04:31    | 12:52  |
| SV Alemannia Nackenheim | TuS Adelhausen       | 01:28    | 06:26    | 07:54  |
| VfL Neckargartach       | SV Wacker Burghausen | 12:10    | 05:17    | 17:27  |

### Halbfinale
Die Halbfinalkämpfe fanden am 6. und 13. Januar 2018 statt.
|                      |                | 1. Kampf | 2. Kampf | Gesamt |
| -------------------- | -------------- | -------- | -------- | ------ |
| SV Wacker Burghausen | ASV Mainz 1888 | 10:14    | 18:11    | 28:25  |
| TuS Adelhausen       | KSV Köllerbach | 20:11    | 07:17    | 27:28  |

### Finale
Die Finalkämpfe fanden am 20. und 27. Januar 2018 statt.
|                      |                | 1. Kampf | 2. Kampf | Gesamt |
| -------------------- | -------------- | -------- | -------- | ------ |
| SV Wacker Burghausen | KSV Köllerbach | 18:6     | 12:14    | 30:20  |